# Wahlern
Wahlern és un municipi del cantó de Berna (Suïssa), situat al districte de Schwarzenburg. En aquest municipi hi ha el cap del districte, la població de Schwarzenburg, que no ha pogut prendre el rang de comuna a Wahlern, més antiga i amb parròquia.